# Hole (hudební skupina)
Hole byla americká grunge/alternative rock kapela založená roku 1989 v Los Angeles. Hlavní představitelka byla Courtney Love (kytara a zpěv). Byla manželkou Kurta Cobaina, frontmana grungeové skupiny Nirvana. Dalším ze zakladatelů byl Eric Erlandson, který hrál na kytaru a skládal. Kapela dosáhla velkého komerčního úspěchu - jejich druhé album Live Through This bylo podle některých kritiků jedno z nejlepších alb 90. let. Hole byla pětkrát nominována na cenu Grammy a dvakrát na MTV Video Music Awards. Název Hole (díra) údajně pochází z rozhovoru Courtney s Markem Armem o jeho "díře v duši".

## Historie
Hole vydali tři oficiální alba. První album Pretty on the Inside je ovlivněna žánry no wave, noise rock a punkem. Experimentovali s alternativním laděním a zkreslením. Jejich texty a melodie vycházejí z názvu celého alba - navenek násilné a hrubé, melodické uvnitř. "Druhé album Live Through This bylo ovlivněno styly power-pop, grunge a punk rockem. Kytary už nezní tak abstraktně, ale mají sílu jednoduchosti. Je to jejich nejuznávanější album hudebními kritiky. Právě na Live Through This vyšla skladba "Violet", která je nejspíš největším hitem skupiny Hole. Album bylo vydáno 12. dubna 1994, týden po smrti Kurta Cobaina.
Třetí album Celebrity Skin už je plně inspirováno hudebním stylem power-pop. Je zajímavé tím, že spojuje hudební styly punk a pop.
V roce 1995 Hole vystoupila v MTV Unplugged. Záznam koncertu MTV Unplugged oficiálně vyšel jako takové "vedlejší album". Další takové album je My Body, the Hand Grenade, které vyšlo tři roky po Live Through This. Obsahuje první skladby z počátků kapely, b-strany singlů, dema a záznamy z live koncertů. Je na něm také skladba "Old Age", která se měla původně objevit na albu Live Through This. Autorem "Old Age" je původně Kurt Cobain. Píseň původně měla být na legendárním albu Nirvany - Nevermind. Později, až v roce 2004 vyšla verze Nirvany na boxsetu With the Lights Out(My Body, the Hand Grenade vyšla 1997) a někteří začali podezřívat Courtney, že písně Hole napsal Kurt Cobain.
Love a Erlandson oznámili rozpad skupiny na oficiálním webu Hole v roce 2002. Hudbě se však věnují dál. Auf der Maur se připojila ke Smashing Pumpkins a také vydala vlastní album Auf der Maur. Erlandson pokračoval jako hudební producent, Maloney je součástí Mötley Crüe, Scarling., Eagles of Death Metal a Peaches. Courtney Love se vydala na sólovou dráhu a vydala album America's Sweetheart roku 2004. Její druhé album Nobody's Daughter vydala roku 2010. Avšak ne jako sólové, ale jako plnohodnotné album od Hole. S tím, že se Hole vrací přišla Courtney Love již v roce 2009. Avšak žádní ostatní členové nesouhlasili. I přes to Courtney Love vystupuje pod označením Hole. Kariéra Hole obsahuje: 13 singlů, 6 nominací Grammy, 3 LP, 2 EP, 1 kompilace a 10 hudebních klipů.

## Diskografie
- Pretty on the Inside (1991)
- Live Through This (1994)
- Ask for It (1995)
- The First Session (1997)
- My Body, the Hand Grenade (1997)
- Celebrity Skin (1998)
- Nobody's Daughter (2010)

## Členové
- Courtney Love - zpěv, kytara (1989-2002, 2009)
- Micko Larkin - kytara (2009)
- Eric Erlandson- kytara (1989-2002)
- Samantha Maloney – bicí (1998-2000)
- Melissa Auf der Maur - bass, doprovodný zpěv (1994-1999)
- Patty Schemel - bicí (1993-1998)
- Kristen Pfaff - bass, doprovodný zpěv, piano (1993-1994)
- Leslie Hardy - bass (1992)
- Jill Emery - bass (1990-1992)
- Caroline Rue - bicí (1989-1992)
- Lisa Roberts - bass (1989)
- Mike Geisbrecht - kytara (1989)